# Santa Cecilia (Burgos)
Santa Cecilia es un municipio y localidad de la comarca del Arlanza en la provincia de Burgos, Castilla y León (España). Se encuentra situado a 42 kilómetros de Burgos, abarca una extensión de 13 km² y cuenta con una población aproximada de 114 habitantes.

## Historia
El pueblo, que data de la Edad Media, fue fundado durante la repoblación mozárabe del Medio y Bajo Arlanza, después del año 912 coincidiendo con el traslado de la línea de defensa cristiana al río Duero.

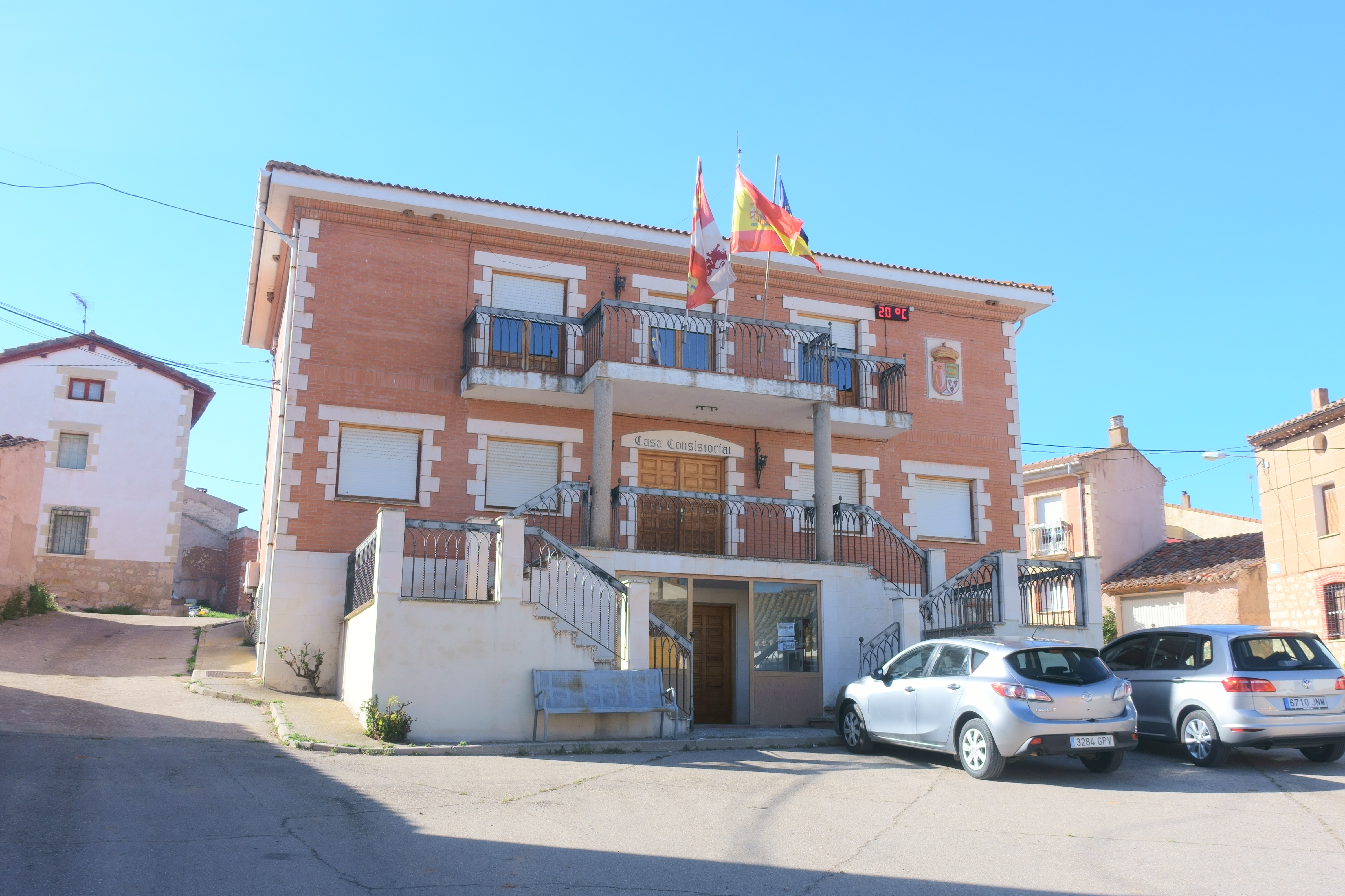
Casa consistorial
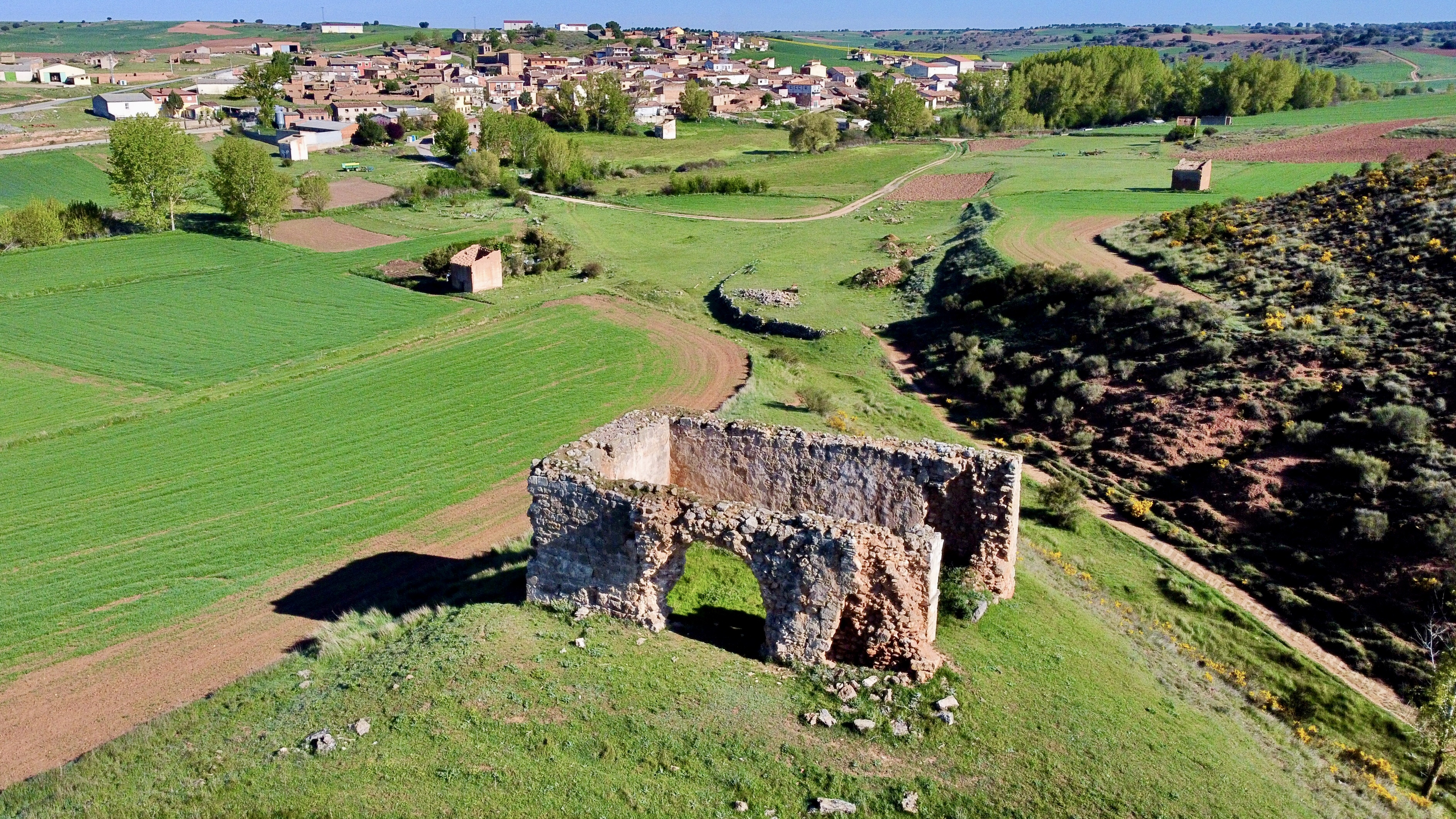
Ermita de San Juan
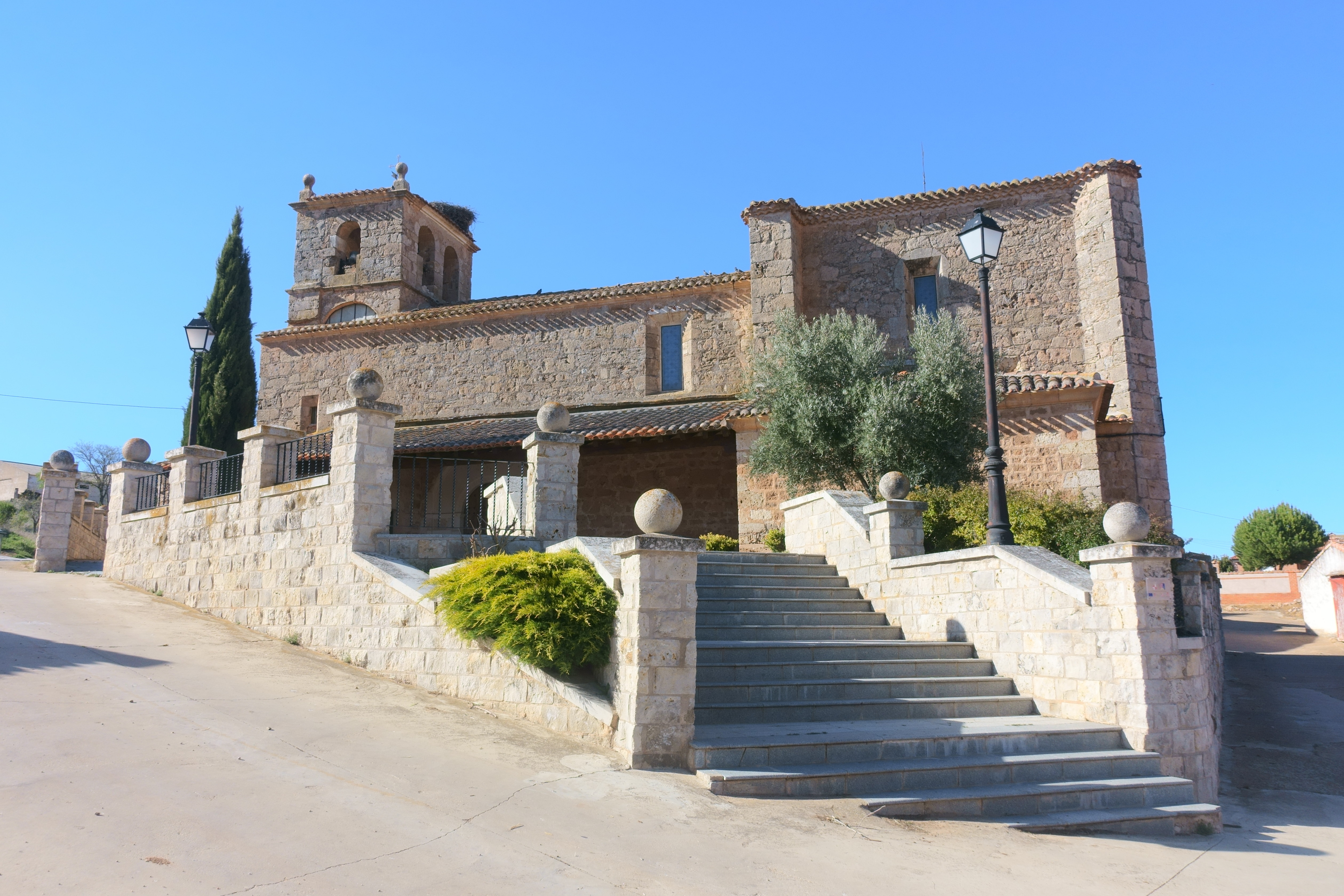
Iglesia de Santa Cecilia
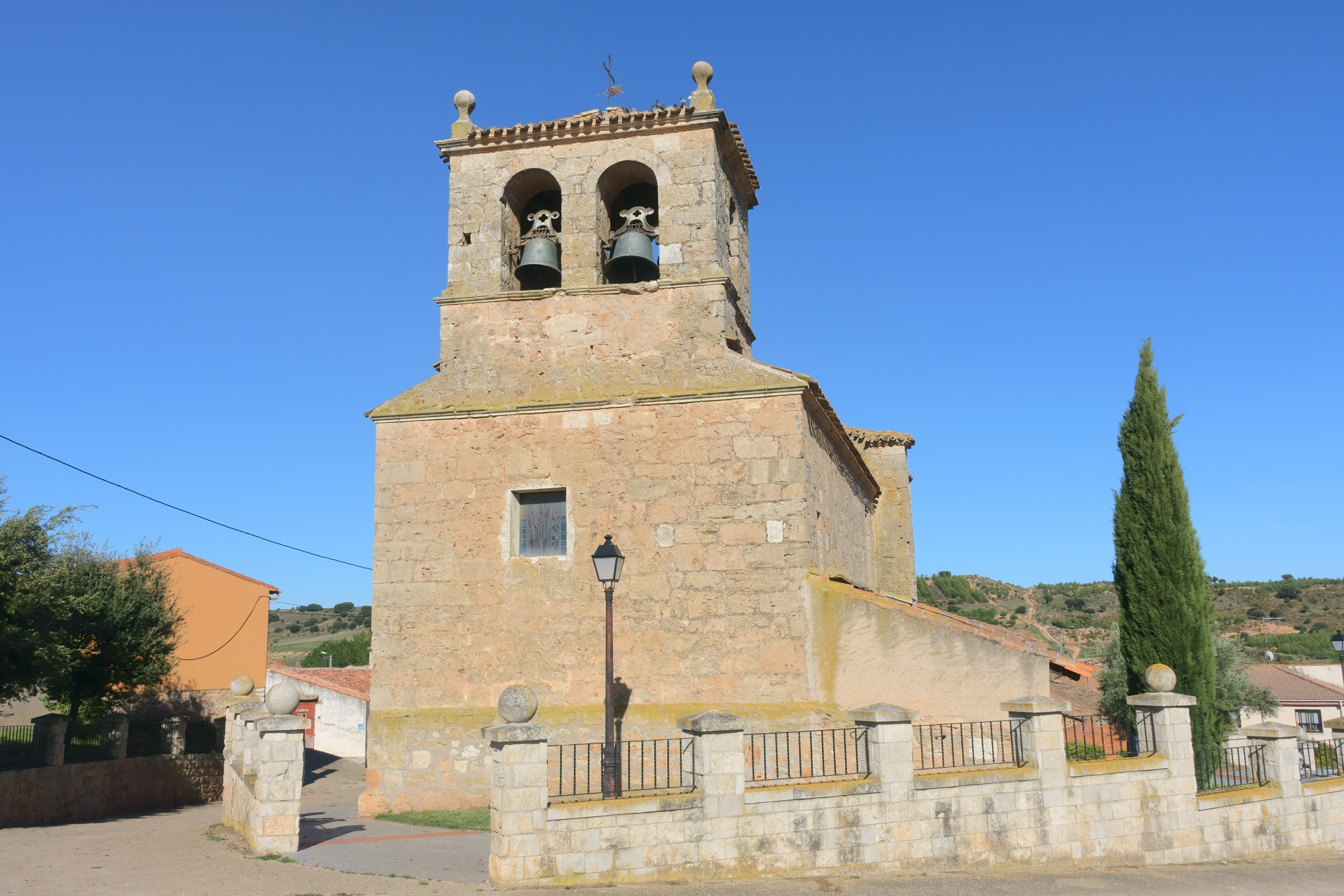
Torre de la iglesia
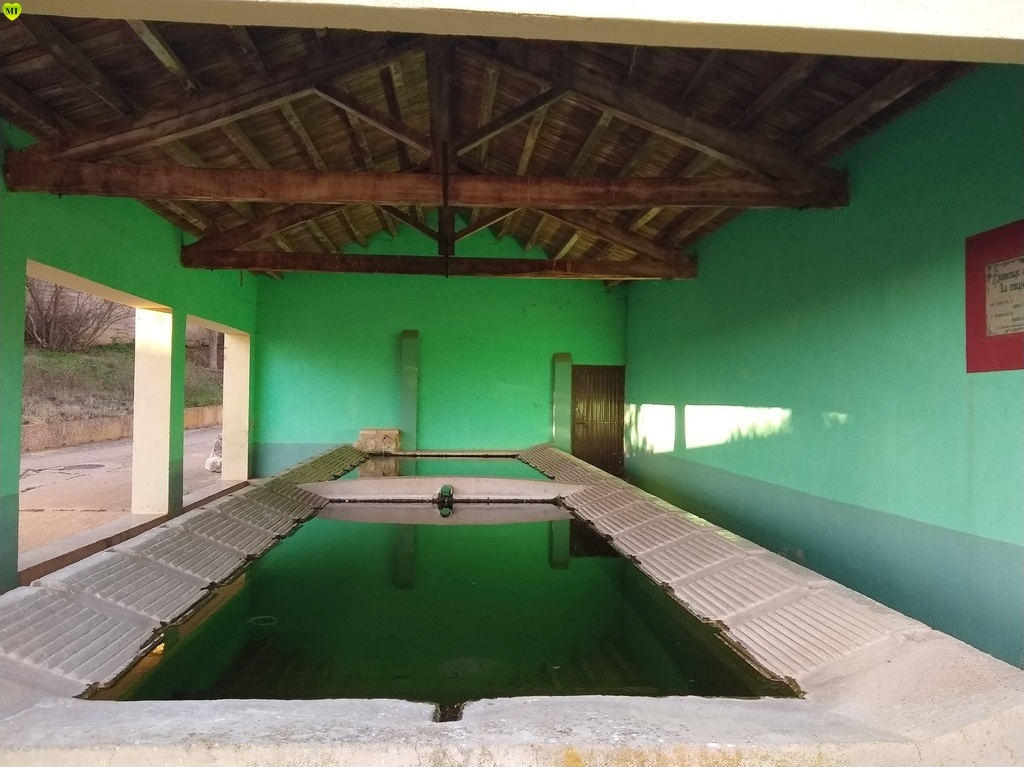
Lavaderos
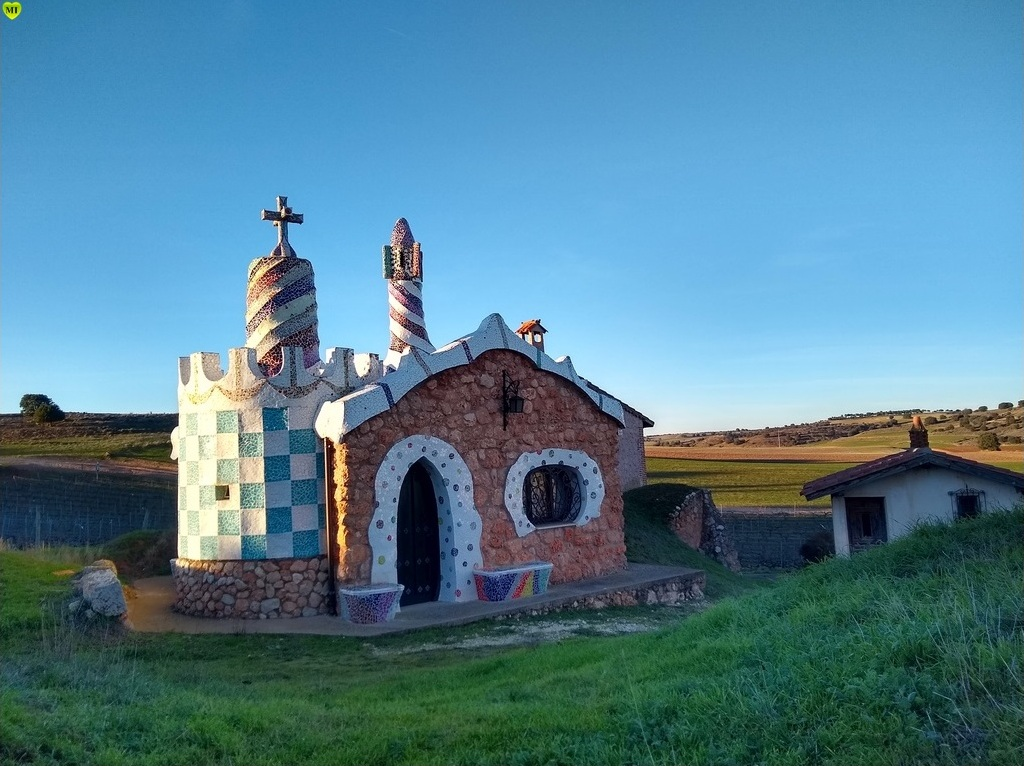
Bodega

## Demografía
Santa Cecilia cuenta con una población de 105 habitantes (INE 2024).
| Gráfica de evolución demográfica de Santa Cecilia entre 1842 y 2021                                                   |
| |
| Población de derecho según los censos de población del INE. Población de hecho según los censos de población del INE. |